# Fisher’s Pond
Fisher’s Pond – osada w Anglii, w hrabstwie Hampshire, w dystrykcie Winchester. Leży 10 km na południowy wschód od miasta Winchester i 101 km na południowy zachód od Londynu.